# Pamela Sargent
Pamela Sargent (20 de març de 1948) és una escriptora nord-americana especialitzada en literatura feminista i de ciència-ficció.
Sargent va escriure una sèrie sobre la terraformació de Venus anterior a la Trilogia marciana de Kim Stanley Robinson.
Escriptora feminista, ha editat diverses antologies de relats en els quals destaca el paper de la dona en la ciència-ficció. També ha col·laborat amb George Zebrowski i en diverses novel·les basades en l'univers de Star Trek.

## Obra

### Novel·les
| (1976-2001) |
| --- |
| - Cloned Lives (1976) - Sudden Star (1979) - Watchstar (1980) - The Golden Space (1982) - The Alien Upstairs (1983) - Earthseed (1983) - Homesmind (1984) - Eye of the Comet (1984) - Venus of Dreams (1986) - The Shore of Women (1986) - Venus of Shadows (1988) - Alien Child (1988) - Ruler of the Sky (1993) - Climb the Wind (1998) - Child of Venus (2001) |

### Col·leccions
| (1976-2004) |
| --- |
| - Cloned Lives (1976) - Starshadows (1977) - The Golden Space (1983) - The Best of Pamela Sargent (1987) amb Martin H. Greenberg - The Mountain Cage and Other Stories (2002) - Thumbprints (2004) |

### Antologies
- Women of wonder : science fiction stories by women about women. Pamela Sargent. New York : Vintage Books, 1975. ISBN 9780394710419. Sèrie que comença amb aquest volum.
- More women of wonder : science-fiction novelettes by women about women. Pamela Sargent. Harmondsworth : Penguin, 1979. ISBN 9780140049800
- Bio-Futures : science fiction stories about biological metamorphosis (1976) ISBN 9780394713663
- Afterlives: an anthology of stories about life after death (1986) amb Ian Watson ISBN 9780394729862
- Women of wonder : the classic years : science fiction by women from the 1940s to the 1970s. Pamela Sargent. San Diego: Harcourt Brace, 1995. ISBN 9780156000314
- Womem of wonder : the contemporary years : science-fiction by women from 1970s to 1990s. Pamela Sargent. San Diego ; N.Y. ; Londres : Harcourt Brace, 1994. ISBN 9780156000338
- Conqueror Fantastic (2004) ISBN 9780756401917

## Premis

### Obtinguts
- 1992: Premi Nébula al millor relat llarg per Danny Goes to Mars
- 1993: Premi Locus al millor relat llarg per Danny Goes to Mars
- 1995: Premi James Tiptree Jr. - Llista Especial d'Honor - Women of Wonder (Sèrie)

### Finalista
- 1993: Premi Hugo al millor relat llarg per Danny Goes to Mars
- 1993: Premi HOMER d'història curta per Danny Goes to Mars